# 青春の花/スタートライン
「青春の花/スタートライン」（せいしゅんのはな/スタートライン）は、2020年3月4日にアップフロントワークス（zetimaレーベル）から発売されたこぶしファクトリーの8枚目のメジャーシングル。同日、mora（レーベルゲート）にて96kHz/24bitによるハイレゾ版（ファイル形式はFLAC）を含むダウンロードシングルとしても同時配信された。
こぶしファクトリーのラストシングルとなる。

## 概要
- 初回生産限定盤A・B、通常盤A・Bの4形態での発売。初回生産限定盤はCD+DVD、通常盤はCDのみの商品構成。通常盤の初回仕様のみ、トレカサイズ生写真ソロ5種+集合1種よりランダムにて1枚封入（通常盤Aは「青春の花」Ver.、通常盤Bは「スタートライン」Ver.）。

## 収録曲
| 全作詞・作曲: 星部ショウ、全編曲: 宮永治郎。 |                                  |            |            |      |
| #                                            | タイトル                         | 作詞       | 作曲・編曲 | 時間 |
| 1.                                           | 「青春の花」                     | 星部ショウ | 星部ショウ | 4:25 |
| 2.                                           | 「スタートライン」               | 星部ショウ | 星部ショウ | 4:07 |
| 3.                                           | 「青春の花」(Instrumental)       | 星部ショウ | 星部ショウ | 4:25 |
| 4.                                           | 「スタートライン」(Instrumental) | 星部ショウ | 星部ショウ | 4:07 |
| 合計時間:                                    | 合計時間:                        | 17:04      |            |      |

| #  | タイトル                    | 作詞       | 作曲・編曲 | 時間 |
| -- | --------------------------- | ---------- | ---------- | ---- |
| 1. | 「青春の花」(Music Video)   | 星部ショウ | 星部ショウ | 5:30 |
| 2. | 「青春の花」(Close-up Ver.) | 星部ショウ | 星部ショウ | 4:42 |

| #  | タイトル                                   | 作詞       | 作曲・編曲 | 時間 |
| -- | ------------------------------------------ | ---------- | ---------- | ---- |
| 1. | 「スタートライン」(Music Video)            | 星部ショウ | 星部ショウ | 4:44 |
| 2. | 「チョット愚直に!猪突猛進」(アカペラ Ver.) | 前山田健一 | 前山田健一 | 2:53 |
| 3. | 「念には念（念入りVer.）」(アカペラ Ver.)  | アベショー | アベショー | 2:25 |
| 4. | 「GO TO THE TOP!!」(アカペラ Ver.)         | NOBE       | HaTo       | 3:46 |
| 5. | 「LOVEマシーン」(アカペラ Ver.)            | つんく     | つんく     | 3:40 |

## リリース日一覧
| 地域 | リリース日   | レーベル | 規格                                              | カタログ番号                     |
| ---- | ------------ | -------- | ------------------------------------------------- | -------------------------------- |
| 日本 | 2020年3月4日 | zetima   | CDマキシシングル+DVD                              | EPCE-7584～85（初回生産限定盤A） |
| 日本 | 2020年3月4日 | zetima   | CDマキシシングル+DVD                              | EPCE-7586～87（初回生産限定盤B） |
| 日本 | 2020年3月4日 | zetima   | CDマキシシングル                                  | EPCE-7588（通常盤A）             |
| 日本 | 2020年3月4日 | zetima   | CDマキシシングル                                  | EPCE-7589（通常盤B）             |
| 日本 | 2020年3月4日 | zetima   | ダウンロードシングル （LC-AAC）                   |                                  |
| 日本 | 2020年3月4日 | zetima   | ハイレゾダウンロードシングル （FLAC 96kHz/24bit） |                                  |

## 参加ミュージシャン
青春の花
- ギター&プログラミング：宮永治郎
- バイオリン：クラッシャー木村・石橋尚子
- ビオラ：三木章子
- チェロ：結城貴弘
- コーラス：星部ショウ・山尾正人

スタートライン
- ギター&プログラミング：宮永治郎
- ドラム：山本真央樹
- ベース：中川量
- コーラス：星部ショウ・山尾正人・広瀬彩海・和田桜子